# Генрих I Мекленбургский

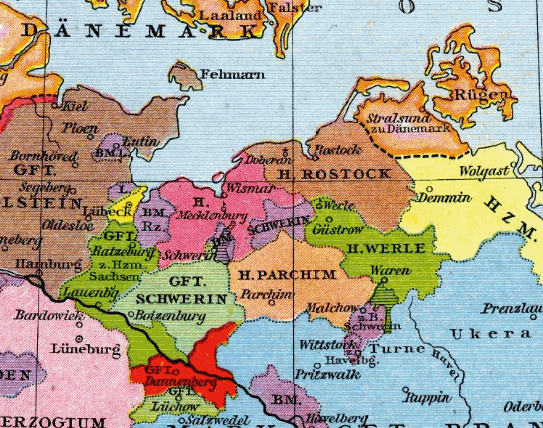

Генрих I Пилигрим (нем. Heinrich I., Herr zu Mecklenburg, genannt «der Pilger»; ок. 1240 — 2 января 1302) — князь Мекленбурга в 1264—1275 годах и с 1299 года. Старший сын Иоганна I.

## Биография
Сначала правил Мекленбургом вместе с братом Альбрехтом I, а после его смерти (в 1265 году) — один.
Около 1259 года женился на Анастасии (ок. 1245 — 15 марта 1317), дочери померанского герцога Барнима I.
В 1266 году обложил евреев специальным налогом. В том же году установил, что город Висмар должен снабжать хлебом и вином для причастия 20 церквей.
В 1270 году предпринял крестовый поход в Литву, которая в то время была языческой страной.
В 1271 году Генрих I отправился в паломничество в Святую землю. Во время путешествия он попал в плен и 27 лет провел в заключении в Каире.
Во время его отсутствия Мекленбургом правили его братья Иоганн II и Николай III, и сын Генрих II (с 1290 года).
Генрих Пилигрим вернулся на родину в 1298 году и в следующем году был восстановлен на княжеском троне.

## Семья
Дети:
- Генрих II Лев (1267—1329)
- Иоганн III (не ранее 1266—1289)
- Луитгарда (ум. 1283), жена князя Великой Польши Пшемысла II с 1273 г.